# NGC 2444
NGC 2444 est une galaxie lenticulaire à anneau située dans la constellation du Lynx. NGC 2444 a été découverte par l'astronome français Édouard Stephan en 1877.

## Caractéristiques
Sa vitesse par rapport au fond diffus cosmologique est de 4 199 ± 20 km/s, ce qui correspond à une distance de Hubble de 61,9 ± 4,3 Mpc (∼202 millions d'al).
À ce jour, trois mesures non basées sur le décalage vers le rouge (redshift) donnent une distance de 45,400 ± 10,850 Mpc (∼148 millions d'al), ce qui est tout juste  à l'extérieur des valeurs de la distance de Hubble. Notons cependant que c'est avec la valeur moyenne des mesures indépendantes, lorsqu'elles existent, que la base de données NASA/IPAC calcule le diamètre d'une galaxie et qu'en conséquence le diamètre de NGC 2444 pourrait être d'environ 54,0 kpc (∼176 000 al) si on utilisait la distance de Hubble pour le calculer.
NGC 2444 présente une large raie HI.

## Le couple de galaxies ARP 143
Plusieurs études ont été réalisées sur le couple de galaxies NGC 2444 et NGC 2445. Toutes ces études soulignent que ce sont deux galaxies à anneau,,,. Le couple NGC 2444 et NGC 2445 a été inscrit dans l'atlas d'Halton Arp sous la cote Arp 143. Bien qu'il existe plusieurs scénarios de collisions pour expliquer la formation de galaxies à anneau, une simulation numérique réalisée en 2003 propose une collision plausible pour expliquer la formation des anneaux autour de ces deux galaxies. NGC 2444 dont la masse est le double de celle de NGC 2445 aurait expérimenté une collision frontale avec cette dernière qui se déplaçait auparavant sur une orbite hyperbolique. Après la collision, les orbites de deux galaxies sont devenues communes. Le couple a émergé de cette collision et serait sur le point d'en expérimenter une nouvelle. NGC 2445 est la galaxie qui a le plus souffert de cette collision, perdant une partie de sa masse et subissant des distorsions importantes.

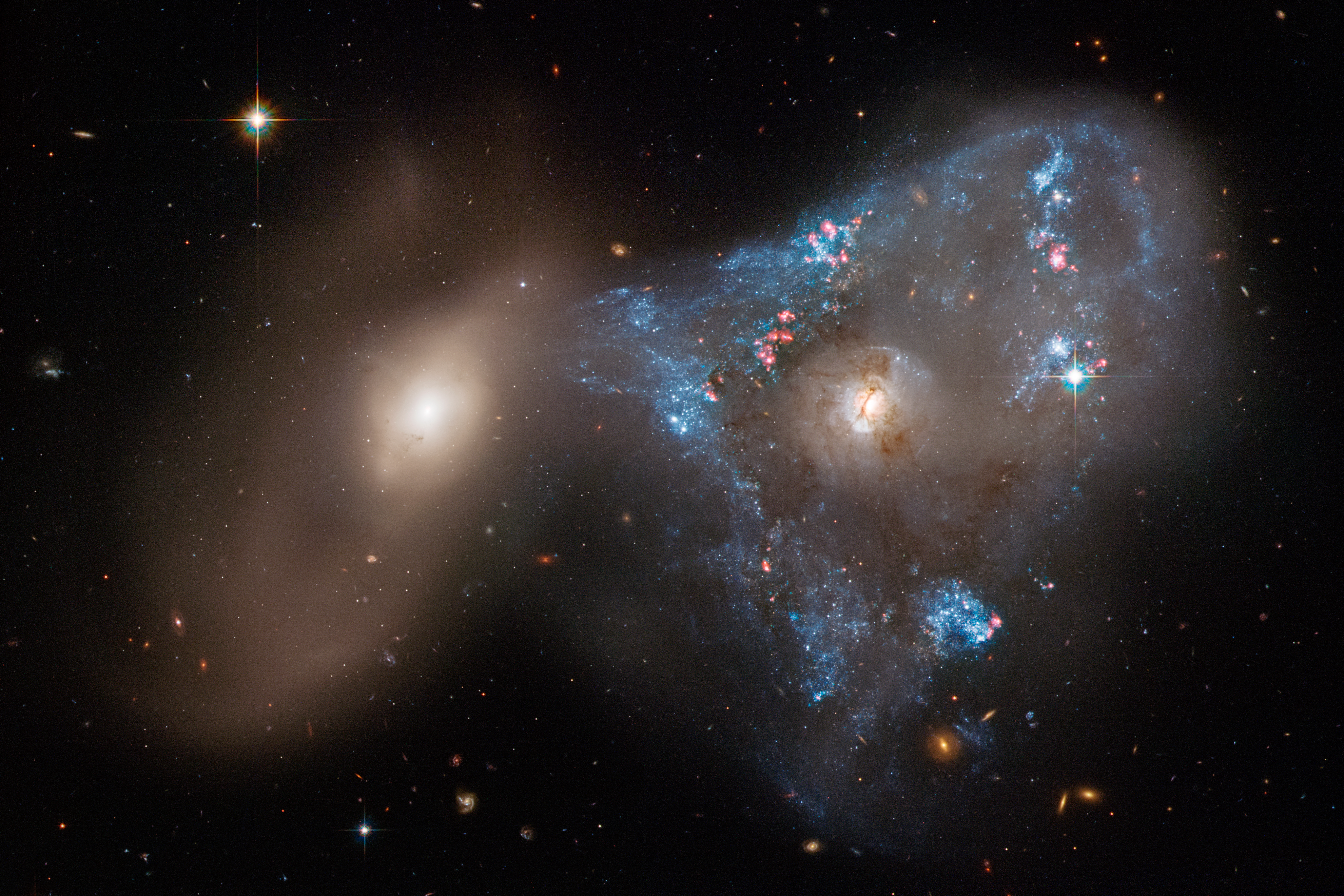
La paire de galaxies ARP 143 par le télescope spatial Hubble.

## Groupe de NGC 2415
NGC 2444 fait partie d'un groupe de galaxies d'au moins 9 membres, le groupe de NGC 2415. Outre NGC 2444 et NGC 2415, les autres du groupe sont NGC 2445, NGC 2476, NGC 2493, NGC 2524, NGC 2528, UGC 3937 et UGC 3944.